# ギレーヌ・テスマー
ギレーヌ・テスマー（Ghislaine Thesmar、1943年 - 、ギレーヌ・テスマールとも）は、フランスのバレエダンサーである。

## プロフィール
ギレーヌ・テスマーは、1943年に北京で生まれた。
パリのコンセルヴァトワールにてバレエを学び、1968年にダンサー・振付家のピエール・ラコット（1932年 - ）と結婚した。
マルキ・ド・クエヴァスバレエ団、バレエ・ナシオナル・ジュネス・ミュジカル・ド・フランセなどでダンサーとして活躍中の1972年に、テスマーにとって大きな転機が訪れた。
この年に、ラコットがテレビ映画のためにフィリッポ・タリオーニ振付の『ラ・シルフィード』を復元した際、テスマーは主役のシルフィード役を踊った。その成果がパリ・オペラ座バレエ団の経営陣に注目され、1972年から1985年までパリ・オペラ座のエトワールとして在籍して活躍することになった。
ラコットとの仕事では、他に『ドナウの娘』『コッペリア』などに主演している。
パリ・オペラ座のエトワールを引退した後は、1986年から1988年までラコットとともにモンテカルロ・バレエ団を主宰した。

## エピソード
- コンセルヴァトワールの入学審査の時に、審査員を務めたのは後に彼女の夫となるラコットであった。ラコットは彼女の才能に注目し、審査用紙に「いつの日か、偉大なダンサーになるだろう」と書き込んだという[1]。

## 出演

### 映画
- エトワール（2000年）

### DVD
- パリ・オペラ座バレエ団『ラ・シルフィード』（タリオーニ・ラコット版）